# Наблюдатели 3
«Наблюдатели 3» (англ. Watchers 3) — американский фильм ужасов 1994 года режиссёра Джереми Стэнфорда. Сиквел кинокартин «Наблюдатели» и «Наблюдатели 2». Сценарий фильма написан американским писателем-фантастом Дином Кунцом и Майклом Палмером.

## Сюжет
Специально подготовленные ученые продолжают эксперименты над генетическими чудовищами. Они начинают высадку монстров в джунгли Центральной Америки, где те уничтожают лагерь партизан.
Из-за недостатка информации экспериментаторы вытаскивают из тюрьмы бывшего военного, майора Фергюсона (Уингз Хаузер), которого сбрасывают в те же джунгли, чтобы разузнать, как проходит операция.

## В ролях
| Актёр                 | Роль           |
| --------------------- | -------------- |
| Уингз Хаузер          | майор Фергюсон |
| Грегори Скотт Камминс | Беннетти       |
| Дэрил Роач            | Нат            |
| Джон Линтон           | МакКриди       |
| Лолита Роналдс        | Гомеc          |